# Campamento de Marka
El campamento de Marka (en árabe: مخيم ماركا‎), denominado Hitten (حطين) por el gobierno jordano, es uno de los seis campamentos de refugiados que fueron erigidos de emergencia en 1968 para alojar a 15.000 refugiados y desplazados palestinos que abandonaron Cisjordania y la Franja de Gaza a raíz de la Guerra de los Seis Días de 1967. Ubicado en el distrito de Marka, en el área metropolitana de Amán, aproximadamente a diez kilómetros al nordeste del casco histórico, alberga a 45.593 refugiados registrados por la Agencia de Naciones Unidas para los Refugiados de Palestina en Oriente Próximo (UNRWA en sus siglas inglesas) y a más de 17.500 desplazados.

## Historia
En un principio, el campamento de refugiados se levantó con tiendas de campaña emplazadas sobre una superficie de unos 0,917 kilómetros cuadrados. La mayoría de los refugiados palestinos que llegaron a él provenían de la Franja de Gaza. Entre 1969 y 1971, UNRWA llevó a cabo sus planes para proveer a los refugiados con tiendas más fuertes que les protegieran de los duros inviernos, y así se construyeron 4.000 refugios prefabricados. La construcción de estos refugios se financió con la ayuda de la República Federal Alemana, el Gobierno de Italia, el Banco de Desarrollo de Jordania y con fondos de Donaciones de Emergencia del Oriente Próximo. Desde entonces, muchos de los habitantes del campamento han construido sus propias viviendas de cemento, más duraderas que las anteriores. Actualmente se conoce al campamento como Schneller por el nombre de una clínica de rehabilitación alemana que se encontraba en la zona en el momento de su creación.

## Servicios públicos
El gobierno de Jordania gestiona dos escuelas de enseñanza secundaria en el campamento. Además, hay un centro de salud operado por la ONG británica Medical Aid for Palestinians. Un comité local del campamento gestiona un centro de costura y otro de informática. El resto de servicios educativos, sanitarios y sociales son proporcionados por UNRWA, que tiene 418 trabajadores en 10 escuelas con un total de 9.492 alumnos y en dos centros de salud con aproximadamente 1.012 pacientes al día. Alrededor de 600 familias del campamento reciben ayudas adicionales a través de un programa especial para familias con carencias graves. UNRWA también gestiona el alcantarillado y la recogida de basuras y proporciona ayudas tanto a un centro de la mujer organizado por mujeres locales como a un centro de rehabilitación comunitario.